# Haemophilus influenzae
Haemophilus influenzae, anteriormente llamado bacilo de Pfeiffer o Bacillus influenzae, son cocobacilos Gram-negativo no móviles descritos en 1892 por Richard Pfeiffer durante una pandemia de gripe. Es generalmente aerobio pero puede crecer como anaerobio facultativo. H. influenzae fue considerado erróneamente como la causa de la gripe común hasta 1933, cuando la etiología viral de la gripe llegó a ser conocida. Sin embargo, H. influenzae es responsable de un amplio rango de enfermedades como meningitis, epiglotitis, neumonía, sepsis y otras de menor gravedad.
Debido a su pequeño genoma, H. influenzae fue el primer organismo de vida libre cuyo genoma completo fue secuenciado, por Craig Venter. Su genoma consta de 1.830.140 pares de bases y contiene 1.740 genes.

## Serotipos
En 1930 se definieron dos categorías principales de H. influenzae: cepas con cápsula y sin ella. La patogénesis de las infecciones de H. influenzae no se comprende totalmente, aunque la presencia del tipo B encapsulado (HiB) es el principal factor de virulencia. Su cápsula le permite resistir la fagocitosis y la lisis en los huéspedes no inmunizados. Las cepas no encapsuladas son menos invasivas, aunque son capaces de inducir una respuesta inflamatoria que causa trastornos. Como ejemplos de infección por cepas capsuladas se puede mencionar a la meningitis, neumonía y epiglotitis. La vacunación con la vacuna Hib conjugada es efectiva en la prevención de la infección y varias vacunas se usan rutinariamente.

## Patogenia
La mayoría de las cepas de H. influenzae son patógenos oportunistas, esto es, viven en su huésped sin causar enfermedades, pero pueden causar problemas cuando otros factores (tal como una enfermedad viral que reduce la respuesta inmune) crean una oportunidad infecciosa. Se conocen seis tipos de H. influenzae capsuladas: a, b, c, d, e y f, así como cepas no capsuladas, responsables de enfermedades emergentes.
Las enfermedades causadas naturalmente por H. influenzae parecen afectar solo a los seres humanos. En los niños, H. influenzae tipo B (HIB) causa bacteriemia y meningitis bacteriana aguda. Ocasionalmente causa celulitis, osteomielitis, epiglotitis e infecciones asociadas. Aparece de forma infrecuente o en un número muy bajo en el tracto respiratorio superior, constituye una causa frecuente de enfermedad en niños no vacunados (epiglotitis, laringitis, celulitis). Debido al uso rutinario de la vacuna HIB conjugada en EE. UU. desde 1990, la incidencia de la enfermedad HIB invasiva se ha reducido a 1,3 por 100 000 niños. Sin embargo, HIB continúa siendo la causa principal de las infecciones del tracto respiratorio inferior en niños de los países en vías de desarrollo que no realizan vacunaciones. Las cepas de H. influenzae sin cápsula (no del tipo B) causan infecciones del oído (otitis media) y oculares (conjuntivitis) y sinusitis en niños y se asocian con la neumonía. La meningitis, especialmente en infantes, niños mayores de 7 años y en los ancianos, es la manifestación clínica más seria de las invasiones tisulares causadas por Haemophilus influenzae. Ciertas cepas de tipo no-b aparecen con mutaciones que causan enfermedades invasivas en individuos vacunados en contra del tipo b (las cepas capsuladas).

## Diagnóstico

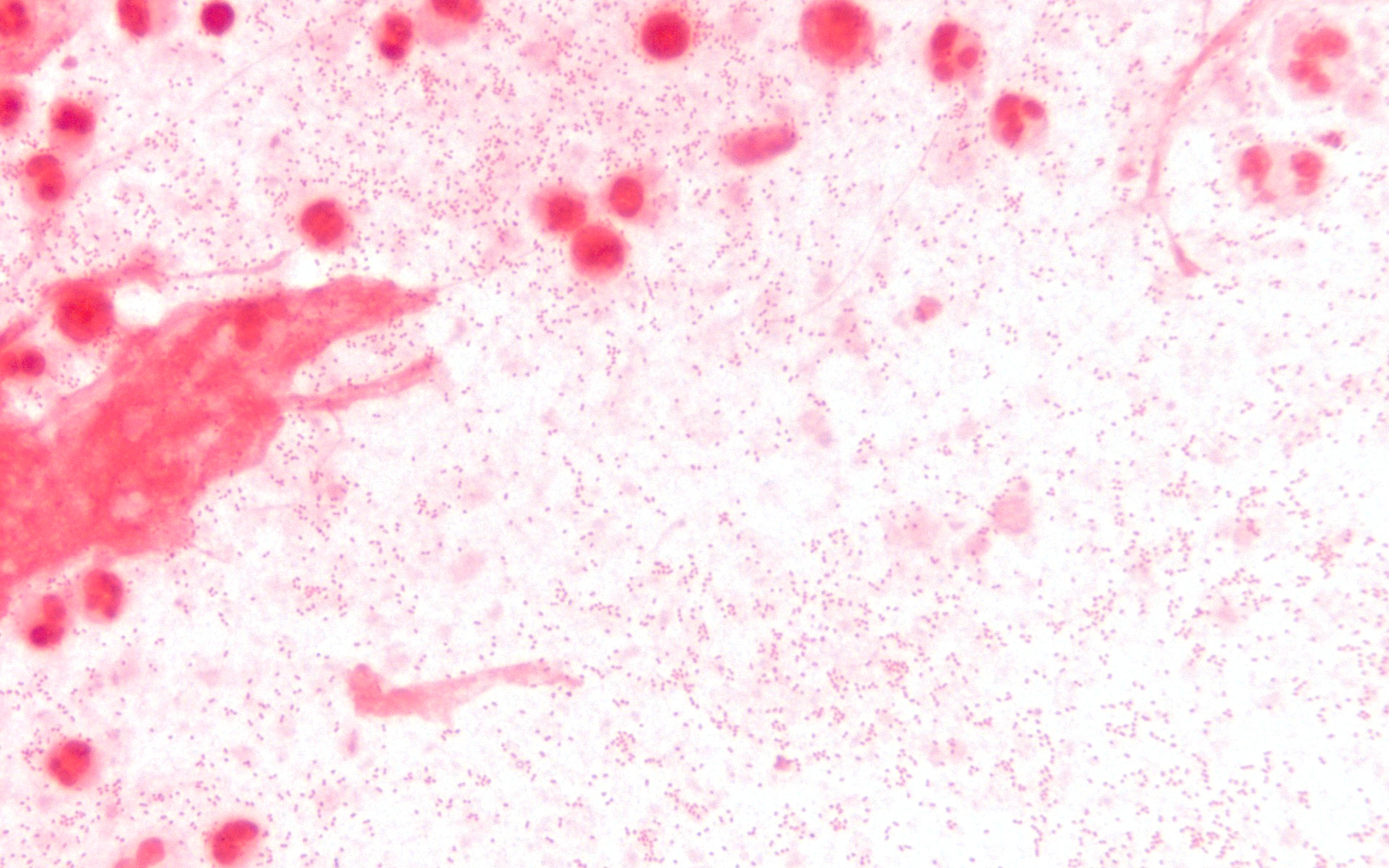
Tinción de Gram de esputo con aumento de 1000x. El esputo proviene de una persona con neumonía por Haemophilus influenzae y los cocobacilos gramnegativos son visibles con un fondo de neutrófilos, que son glóbulos blancos que indican inflamación aguda.

El diagnóstico clínico del H.influenzae típicamente es realizado por cultivos o por la técnica de aglutinación en látex. El diagnóstico es considerado como confirmativo cuando el organismo es aislado en un sitio estéril del cuerpo. Cabe mencionar que el H. Influenzae cultivado a partir del esputo o desde la cavidad nasofaríngea no es válido debido a que generalmente esas zonas están colonizadas por el agente. Otros sitios como el LCR y la sangre sí son válidos y confirmativos.

### Cultivo
Los cultivos bacterianos de H. influenzae se realizan en placas de agar, de preferencia agar chocolate, con adición de X (Hematina) y V (NAD), a 37 °C en un incubador con CO2-enriquecido. El crecimiento de agar sangre es solo un fenómeno satélite alrededor de otras bacterias. Las colonias de H. influenzae aparecen como colonias convexas, lisas, pálidas, grises o transparentes. La observación con tinción de Gram y microscópicos de un espécimen de H. influenzae mostrará cocobacilos Gram-negativos, sin acuerdo específico. El organismo cultivo puede caracterizarse aún más mediante pruebas de catalasa y oxidasa, las cuales deben ser positivas. En las pruebas serológicas es necesario distinguir el polisacárido capsular y diferenciar entre la cepa b de H. influenzae y las cepas no encapsuladas.
Aunque muy específicos, los cultivos bacterianos de H. influenzae carecen de la sensibilidad. El uso de antibióticos antes de la toma de la muestra reduce en gran medida la tasa de aislamiento al matar las bacterias antes de que la identificación sea posible. Más allá de esto, H. influenzae es una bacteria muy sensible al protocolo de cultivo, y cualquier modificación de este puede reducir las tasas de aislamiento.
La H. influenzae crece en la zona hemolítica de Staphylococcus aureus en placas de agar sangre pues la hemólisis de las células de S. aureus libera nutrientes vitales para su crecimiento.

### Aglutinación de partículas de látex
La prueba de aglutinación en partículas de látex (LAT por las siglas en inglés de latex particle agglutination test) es un método más sensible para la detección de la H. infuenzae. Debido a que el método se basa en antígenos en lugar de bacterias viables en un cultivo, los resultados no son afectados por el uso previo de antibióticos. También tiene el beneficio adicional de ser mucho más rápido que los métodos de cultivo. Sin embargo, no se puede detectar la sensibilidad a antibióticos con LAT, por lo que es necesario un cultivo en paralelo.

### PCR
La reacción en cadena de la polimerasa (PCR) ha demostrado ser más sensible que cualquiera de las pruebas de LAT o el cultivo. Sin embargo, PCR no es aún un método común en la práctica clínica. La inmunoelectroforesis, en cambio, ha demostrado ser un método de investigación de diagnóstico eficaz.

## Tratamiento
Una nueva forma de combatir al H. influenzae, al neumococo, y otros patógenos respiratorios y urinarios, es usar una cefalosporina de tercera generación denominada Ceftriaxona. Actualmente esta molécula está avalada por la Semergen y otras sociedades médicas como la mejor opción ante la amoxicilina con clavulánico.[cita requerida]
La resistencia a antibióticos ha incrementado entre las cepas de H. influenzae, mayormente en términos de resistencia a la ampicilina mediada por β-lactamasa, lo que representa una seria preocupación clínica a nivel mundial. Por lo general, aquellas cepas resistentes a la ampicilina son también resistentes al cloranfenicol.

## Interacciones conStreptococcus pneumoniae
H. influenzae y S. pneumoniae se pueden encontrar en el sistema respiratorio superior de los seres humanos.
Un estudio de competición en un laboratorio reveló que, en una placa de Petri, S. pneumoniae siempre superaba a H. influenzae atacándolo con peróxido de hidrógeno. Este erosiona las moléculas superficiales que H. influenzae necesita para sobrevivir.
Cuando ambas bacterias se colocan juntas en la cavidad nasal, en el plazo de dos semanas solo Hemophilus influenzae sobrevive. Cuando ambas se colocan por separado en la cavidad nasal, ambas sobreviven. Al examinar el tejido fino respiratorio superior de los ratones expuestos a ambas especies de bacterias, se encontró un número extraordinariamente grande de células inmunes neutrófilas. En los ratones expuestos a solamente una de las bacterias, estas células no estaban presentes.
Las pruebas de laboratorio demostraron que los neutrófilos expuestos a H. influenzae muertos atacaban más agresivamente a S. pneumoniae que los neutrófilos no expuestos. La exposición a H. influenzae muertos no tenía ningún efecto en H. influenzae vivos.
Dos escenarios pueden ser responsables de esta respuesta:
1. Cuando S. pneumoniae ataca  a H. influenzae, esto actúa como señal para que el sistema inmune ataque a S. pneumoniae.
2. La combinación de las dos especies acciona una respuesta del sistema inmune que no es disparada por cualquiera de las especies individualmente.

Se desconoce por qué H. influenzae no es afectado por la respuesta inmune.